# Przhevalskiana aenigmatica
Przhevalskiana aenigmatica är en tvåvingeart som beskrevs av Grunin 1950. Przhevalskiana aenigmatica ingår i släktet Przhevalskiana och familjen styngflugor.
Artens utbredningsområde är Mongoliet. Inga underarter finns listade i Catalogue of Life.